# Аугуст Шмитхубер
Аугуст Шмитхубер (Аугсбург, 8. мај 1901 — Београд, 19. фебруар 1947) је био СС-бригадефирер 7. СС дивизија Принц Еуген од 20. јануара 1945. године до 8. маја 1945. године и 21. СС дивизије Скендербег од маја 1944. године. После рата су га југословенске власти осудиле на смрт. Стрељан је 19. фебруара 1947. године у Београду.